# حزب القراصنة التشيكي
حزب القراصنة التشيكي هو حزب ليبرالي تقدمي تشيكي تأسس عام 2009.